# Di Stewart
Diana 'Di' Stewart, née le 18 janvier 1979 à Salford, à côté de Manchester, est une présentatrice de télévision britannique. Elle fait fréquemment des apparitions sur l'émission de Sky Sports News, Golf Night. Elle est l'ancienne petite amie de Jonny Wilkinson. Leur relation dure trois années, et expose publiquement sa vie privée,,.
Di Stewart poursuit sa scolarité à Stockport Grammar School depuis l'âge de huit ans jusqu'à dix-huit ans. Elle va alors à l'université de Newcastle upon Tyne, où elle se spécialise en allemand. Lors de ses études à l'université elle pratique et se passionne pour le golf et le netball.
Sa première rupture a lieu quand elle rejoint Galaxy Radio à Londres alors que Jonny Wilkinson et elles sont basées dans le comté de Northumberland, à proximité de Newcastle et de la frontière écossaise,. La distance éloigne le couple.
Di Stewart est passionnée de golf. Elle commence dès l'âge de six ans et joue bientôt pour l'équipe des Cheshire Girls' et Cheshire Ladies'; à l'âge de 17 ans, elle a un handicap de 6. Elle joue pour des équipes amateurs durant le Dunhill Links Championship en 2005.
Elle présente sur Sky3 More Big Ideas, qui suit l'émission de Sky1 The Big Idea, où elle interroge le gagnant et les perdants de l'émission. 
En mai 2009, elle intervient pour une publicité pour des balles de golf Titleist avec Scott Van Pelt d'ESPN.